# Brent Petway
Brenton « Brent » LaJames Petway (né le 12 mai 1985, à Warner Robins, Géorgie) est un joueur américain de basket-ball. Il joue au poste d'ailier fort.

## Biographie
Petway a évolué à Griffin High School durant deux ans, puis à Eagles Landing High School durant un an et à Union Grove High School pendant une année. Il joue ensuite dans le club universitaire des Wolverines du Michigan de 2003 à 2007, réalisant une moyenne de 5,8 points par match. Avec les Wolverines, il remporte en 2004, le National Invitation Tournament, un tournoi universitaire. Grâce à ses qualités athlétiques et ses capacités aux dunks, il a acquis le surnom de "Air Géorgie".
Petway participe au camp d'entraînement des Trail Blazers de Portland à l'automne 2007, puis intègre l'équipe de NBA D-League du Stampede de l'Idaho durant la saison 2007-2008, l'équipe satellite des Trail Blazers et des SuperSonics de Seattle. Il dispute la ligue d'été 2008 avec les Grizzlies de Memphis, puis retourne au Stampede pour la saison 2008-2009. Petway remporte le premier concours de dunks de la NBA D-League le 15 février 2008 lors du NBA All-Star Game 2008.
Il dispute la ligue d'été avec les Raptors de Toronto en 2009. Il rejoint ensuite la ligue grecque et le club d'Ilisiakos.
En février 2010, il rejoint les rangs de l'équipe de la JA Vichy qui évolue en Pro A, plus haut niveau professionnel de basket-ball en France. Il signe un contrat de deux mois minimum pour pallier l'absence de Dounia Issa, blessé.
Il réalise une très bonne saison 2012-2013 avec AGO Réthymnon, terminant deuxième meilleur marqueur de la compétition derrière Níkos Pappás avec 12,9 points de moyenne par rencontre (et 5e meilleur rebondeur avec 5,8 prises par rencontre). Petway est aussi le meilleur contreur de la compétition avec 2,5 contres par rencontre.
En juin 2013, il signe un contrat de 2 ans avec l'Olympiakós, double champion d'Europe en titre.

## Palmarès

### En club
- Vainqueur de la Coupe intercontinentale (2013)

### Distinctions personnelles
- Vainqueur du concours de dunk du All-Star Game de la NBA D-League (2008)
- Meilleur défenseur de la D-League (2009)
- All-Star du championnat grec (2013)
- Vainqueur du concours de dunk au All-Star Game grec (2013)
- MVP du All-Star Game grec (2013)
- Joueur préféré des journalistes en championnat grec (2013)